# أحمد بن عبيد الله العطار
شهاب الدين أحمد بن عبيد الله بن عسكر بن أحمد الشهير بالعطار، الدمشقي الشافعي، من علماء دمشق في وقته، وإمام الشافعية بالجامع الأموي، وتنحدر منه سلالة آل العطار العلمية. قال عنه محمد جميل الشطي أن مشيخة دمشق انعقدت في رأس القرن 13 هـ عليه وعلى الشمس محمد بن عبد الرحمن الكزبري.

## سيرته
ولد أحمد العطار بدمشق في 1138 هـ. ينتهي نسبه إلى النبي محمد ﷺ، وأصل أسرته من حمص.
قرأ بين العشاءين في الجامع الأموي كتباً عديدة منها الجامع الصغير، وصحيح البخاري، وإحياء علوم الدين مرتين وبدأ في الثالثة، والدر المنثور في التفسير بالمأثور بعد الظهر في محراب الشافعية، وغيرها. تولى التدريس في التكية السليمانية، فقرأ فيها صحيح البخاري.
حج 4 مرات في سنوات 1176 هـ و1196 هـ و1203 هـ و1207 هـ، ورحل إلى مصر والأناضول.
أثناء الحملة الفرنسية على مصر، وتحديداً عند وقوع حصار عكا، وصلت قوات نابليون بونابرت إلى صفد ونابلس. حينئذ دعا الشيخ أحمد العطار الناس إلى الجهاد، وخرج بنفسه مع جيش دمشق لقتال القوات الفرنسية.

## شيوخه
قرأ القرآن على الشيخ ذيب بن خليل تلميذ أبي المواهب الحنبلي. وأخذ عن الدمشقيين والواردين عليها أمثال علي بن أحمد الكزبري وشمس الدين ابن الغزي وإسماعيل العجلوني وأحمد بن علي المنيني ومحمد بن سليمان الكردي وأحمد بن عبد الله البعلي ومرتضى الزبيدي وصالح الجنيني، وأخذ مكاتبة عن جعفر البرزنجي وغيره من الحجاز، ومن مصر عن الشهابين أحمد الجوهري والملوي ومحمد بن سالم الحفني وعطية الله الأجهوري، وتدبج فيها مع محمد بن عبد السلام بن ناصر.

## تلاميذه
ممن أخذوا عنه ولده حامد العطار، وعبد اللطيف بن فتح الله البيروتي، ومحمد شاكر العقاد، وابن عابدين الدمشقي، وكمال الدين الغزي، وعبد الرحمن بن سليمان الأهدل، ووجيه الدين الكزبري، وقد جمع الأخير ثبتاً صغيراً له.

## وفاته
توفي مغرب الخميس 9 ربيع الآخر 1218 هـ في داره الواقعة خارج باب السلام بدمشق، وصلى عليه الشيخ محمد بن عبد الرحمن الكزبري ضحى اليوم التالي في جامع الأقصاب، ودفن في مقبرة الدحداح، ورثاه الأديب أحمد البربير وكذلك تلميذه ابن عابدين الدمشقي.